# شوك النار كثيف الأزهار
شوك النار كثيف الأزهار (الاسم العلمي:Pyracantha densiflora) هو نوع من النباتات يتبع جنس شوك النار من الفصيلة الوردية.